# 1964 w polityce
Wydarzenia polityczne w 1964 roku.

## Styczeń
- 12 stycznia – w Zanzibarze wybuchła rewolucja, w wyniku której obalono sułtanat[1].
- 30 stycznia - w Wietnamie Południowym doszło do przewrotu wojskowego, w wyniku którego władzę objął generał Khanh[2]

## Luty
- 6–11 lutego – na Cyprze wybuchły starcia pomiędzy ludnością grecką a turecką[3].
- 29 lutego – rząd Polski Rzeczypospolitej Ludowej wystosował do rządów Belgii, Czechosłowacji, Francji, Holandii, Niemieckiej Republiki Demokratycznej, Republiki Federalnej Niemiec, Stanów Zjednoczonych i Związku Radzieckiego memorandum (tzw. plan Gomułki), który zakładał zamrożenie zbrojeń lądowych w Polsce, Czechosłowacji i obu państw niemieckich[4].

## Marzec
- 4 marca – siły UNFICYP powołane na mocy rezolucji 186 (1964) Rady Bezpieczeństwa ONZ, rozpoczęły działania mające na celu nadzór nad przestrzegania zawieszenia broni między cypryjskimi Grekami i cypryjskimi Turkami[5].
- 14 marca – Antoni Słonimski doręczył kancelarii premiera Józefa Cyrankiewicza tzw. List 34. List krytykował politykę kulturalną prowadzą przez władze Polski Ludowej, która m.in. ograniczała wolność słowa i swobody obywatelskie[4].
- 27 marca – Francja i Chińska Republika Ludowa nawiązały stosunki dyplomatyczne[6].

## Kwiecień
- 15 kwietnia – w wyniku zamachu stanu nowym prezydentem Brazylii został generał Humberto de Alencar Castelo Branco[3].
- 23 kwietnia – uchwalono ustawę o nieprzedawnianiu ścigania sprawców najcięższych zbrodni hitlerowskich[4].
- 26 kwietnia – z połączenia Tanganiki i Zanzibaru powstała Zjednoczona Republika Tanganiki i Zanzibaru[7].

## Maj
- 27 maja – zmarł premier Indii Jawaharlal Nehru[4].
- 28 maja – w Jerozolimie powstała Organizacja Wyzwolenia Palestyny[4].

## Lipiec
- 2 lipca – prezydent Stanów Zjednoczonych Lyndon B. Johnson podpisał ustawę o prawach obywatelskich dla Murzynów[8].
- 6 lipca – Malawi ogłosiło niepodległość[3].
- 15 lipca – Leonid Breżniew został jednym z sekretarzy KC KPZR. Stanowisko przewodniczącego Prezydium Rady Najwyższej ZSRR przejął Anastas Mikojan[3].
- 29 lipca – zmarła Wanda Wasilewska, polska działaczka komunistyczna[4].

## Sierpień
- 2 sierpnia – doszło do zbrojnego incydentu w Zatoce Tonkińskiej[4].
- 7 sierpnia:
  - zmarł przewodniczący Rady Państwa Aleksander Zawadzki[4].
  - kongres Stanów Zjednoczonych przyjął tzw. rezolucję tonkińską, wyrażając zgodę na czynny udział Stanów Zjednoczonych w wojnie wietnamskiej[9].
- 12 sierpnia – nowym przewodniczącym Rady Państwa PRL został Edward Ochab[4].

## Wrzesień
- 15 września – urodził się Robert Fico, premier Słowacji[10].
- 17 września – cesarz Etiopii Hajle Syllasje I rozpoczął oficjalną wizytę w Polsce[4].
- 21 września – Malta uzyskała niepodległość[11].
- 26 września – Główny Urząd Kontroli Prasy, Publikacji i Widowisk zakazał współpracy z 12 sygnatariuszami Listu 34. W tej grupie znaleźli się m.in.: Stefan Kisielewski, Stanisław Mackiewicz, Antoni Słonimski, Melchior Wańkowicz. Jednocześnie ograniczono nakład „Tygodnika Powszechnego”, którego redaktorem naczelnym był Jerzy Turowicz – jeden z sygnatariuszy Listu 34[3].

## Październik
- 5 października – aresztowano Melchiora Wańkowicza, sygnatariusza „Listy 34”. Wańkowicza oskarżono o współpracę z Radiem Wolna Europa i przekazanie za granicę „materiałów godzących w Polskę”[4].
- 14 października – Nikita Chruszczow zostaje odsunięty od władzy, nowym sekretarzem generalnym KPZR został Leonid Breżniew[4].
- 14 października – Pokojową Nagrodę Nobla otrzymał Martin Luther King[4].
- 15 października – Aleksiej Kosygin został mianowany premierem ZSRR[12].
- 16 października – Chińska Republika Ludowa przeprowadziła pierwszy próbny wybuch bomby atomowej[4].
- 20 października – zmarł Herbert Hoover, prezydent Stanów Zjednoczonych w latach 1929–1933[4].
- 24 października – Zambia proklamowała niepodległość[4].
- 26 października – rozpoczął się proces Melchiora Wańkowicza[4].
- 29 października – Zjednoczona Republika Tanganiki i Zanzibaru przyjęła nazwę Republika Tanzanii[7].

## Listopad
- 3 listopada – Lyndon B. Johnson wygrał wybory prezydenckie w Stanach Zjednoczonych[4].
- 9 listopada – Sąd Wojewódzki w Warszawie skazał Melchiora Wańkowicza na 1,5 roku więzienia za „propagowanie materiałów oczerniających i poniżających PRL”[4].
- 20 listopada – rozpoczął się proces w sprawie „afery mięsnej”. Głównym oskarżonym został Stanisław Wawrzecki, dyrektor Stołecznego Przedsiębiorstwa Miejskiego Handlu Mięsem[4].
- 21 listopada – papież Paweł VI zamknął III sesję soboru watykańskiego[3].
- 27 listopada – Jacek Kuroń i Karol Modzelewski zostali usunięci z Polskiej Zjednoczonej Partii Robotniczej[4].

## Grudzień
- 10 grudnia – Pokojową Nagrodę Nobla otrzymał Martin Luther King[3].
- 30 grudnia – w Genewie powołano Konferencje Narodów Zjednoczonych do spraw Handlu i Rozwoju[4].